# Massachusetts General Court

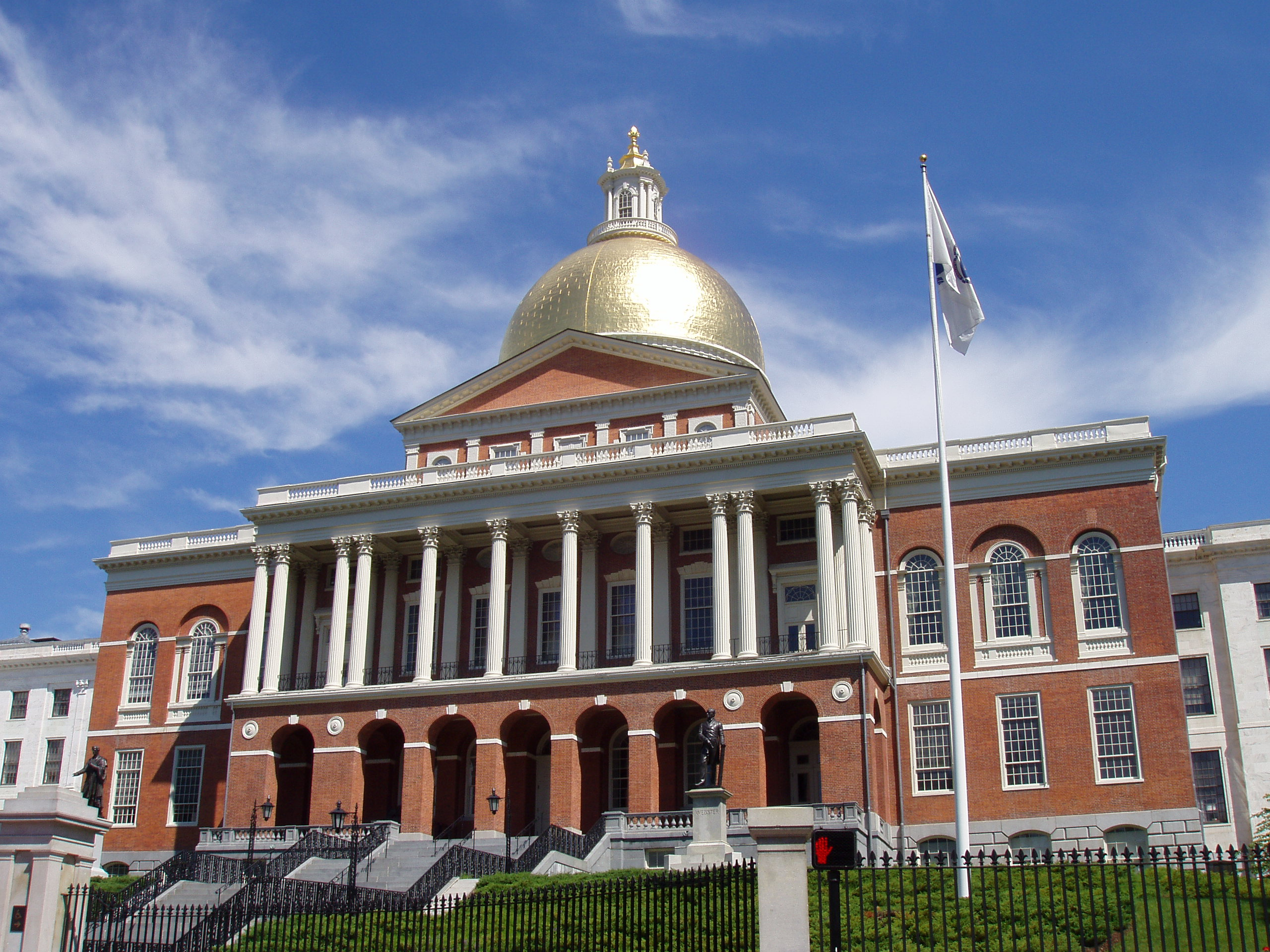
Das Massachusetts State House

Der Massachusetts General Court (formal The General Court of Massachusetts) ist die oberste legislative Behörde des Commonwealth of Massachusetts, eines Bundesstaats der Vereinigten Staaten. Der Name General Court stammt dabei noch aus den Anfängen der Massachusetts Bay Colony, in denen dort neben der Gesetzgebung auch gerichtliche Verfahren durchgeführt wurden.
Vor der Übernahme der bundesstaatlichen Verfassung im Jahr 1780 war die Bezeichnung Great and General Court, jedoch wurde diese von John Adams, dem Autor der Verfassung von Massachusetts, wahrscheinlich aus Vereinfachungsgründen gekürzt. Das Parlament besteht aus einem Zweikammersystem: Das Oberhaus ist der aus 40 Mitgliedern zusammengesetzte Senat, das Unterhaus wird vom Repräsentantenhaus mit 160 Mitgliedern (bis 1978 noch aus 240 Mitgliedern bestehend) gebildet. Das Parlament tritt im Massachusetts State House im Bostoner Stadtteil Beacon Hill zusammen.
Gegenwärtige Präsidentin des Senats ist seit dem 21. März 2007 Therese Murray, der Speaker of the House ist seit dem 27. Januar 2009 Robert DeLeo. Die Demokratische Partei hält in beiden Kammern die qualifizierte Mehrheit.
Senatoren und Repräsentanten werden für einen Zeitraum von zwei Jahren gewählt.

## Repräsentantenhaus
Jedes Mitglied des Repräsentantenhauses repräsentiert etwa 40.000 Einwohner. Die Distrikte sind nach dem County benannt, in dem sie sich hauptsächlich befinden. Die Grenzen der Distrikte verlaufen in der Regel innerhalb des entsprechenden Counties, einige von ihnen umfassen jedoch auch Teile angrenzender Countys. Zurzeit setzt sich das Repräsentantenhaus in Massachusetts aus 128 Demokraten und 32 Republikanern zusammen.

## Senat
Es gibt 40 Senatorendistrikte in Massachusetts, die nach den Counties benannt sind, in denen sie sich befinden. Aktuell setzt sich der Senat aus 36 Mitgliedern der Demokraten und 4 Mitgliedern der Republikaner zusammen.

## Gesetzgebungsverfahren
Der General Court ist verantwortlich für das Erlassen von Gesetzen im Staat Massachusetts. Dabei arbeiten beide Kammern gleichzeitig an anstehenden Verfahren und Initiativen, die an sie herangetragen werden.
Die Gesetzgebung beginnt in einem Sekretariat des Ober- oder Unterhauses, wo Petitionen und Gesetzentwürfe bearbeitet und für das weitere Verfahren aufbereitet werden. Den Entwürfen werden Nummern zugewiesen, um eine spätere eindeutige Zuordnung zu ermöglichen, bevor sie an einen thematisch zuständigen der 26 gemeinsamen Ausschüsse weitergeleitet werden. Die Ausschüsse sind beschäftigen sich bspw. mit Steuern, Bildung, dem Gesundheitswesen oder mit Versicherungsthemen und sind aus sechs Senatoren sowie elf Repräsentanten zusammengesetzt. Die ständigen Ausschüsse halten öffentliche Anhörungen für die Entwürfe ab, in denen den Bürgern, dem Gesetzgeber und auch Lobbyisten die Möglichkeit eingeräumt wird, ihre jeweilige Meinung darzulegen. Die Mitglieder des Ausschusses treten im Anschluss an die öffentlichen Anhörungen noch einmal in geschlossener Runde zusammen, um die gehörten Argumente zu bewerten und zu diskutieren. Auch diese Sitzungen sind für die Öffentlichkeit zugänglich, jedoch besteht keine Möglichkeit der Teilnahme mehr. Basierend auf dem Ergebnis der Beratungen gibt der Ausschuss eine Empfehlung zum weiteren Vorgehen („ought to pass“ bzw. „ought not to pass“) an alle Mitglieder des Repräsentantenhauses oder Senats ab.
Die erste Lesung eines befürworteten Entwurfs geschieht automatisch über die Veröffentlichung der Berichte der Ausschüsse im internen Journal. Im Senat gelangen alle Entwürfe, die keinen Einbezug weiterer Ausschüsse erfordern, für die zweite Lesung zum Committee on Steering and Policy, im Repräsentantenhaus wird der Entwurf für die zweite Lesung in den jeweiligen Tageskalender (Orders of the Day) eingetragen. Sind die Finanzen des Commonwealth betroffen, ist in beiden Häusern das Committee on Ways and Means zuständig. Sind die Finanzen eines Counties betroffen, befasst sich das Committee on Counties im Repräsentantenhaus mit dem Entwurf. Auch wenn ein Entwurf bereits in der ersten Lesung abgelehnt worden ist, wird er zur zweiten Lesung den zuständigen Häusern vorgelegt. Diese können den Entwurf endgültig ablehnen, sie können ihn aber auch ggf. modifizieren und anschließend so behandeln, als sei er durch den Ausschuss positiv beschieden worden.
Nach der zweiten Lesung werden die Entwürfe zur offenen Diskussion über Zusätze und zugehörige Anträge gestellt. Fällt nach der Debatte die anschließende Abstimmung positiv aus, wird der Entwurf zur dritten Lesung zugelassen und zunächst an das Committee on Bills weitergeleitet, wo insbesondere technische Punkte sowie die grundsätzliche Legalität und eine eventuelle Verfassungswidrigkeit geprüft werden. Darüber hinaus wird sichergestellt, dass bestehende Gesetze nicht dupliziert oder konterkariert werden. Der Ausschuss erstellt daraufhin einen Bericht und gibt den Entwurf an das Repräsentantenhaus oder den Senat zur dritten Lesung zurück. Zu diesem Zeitpunkt kann der Gesetzgeber weiter darüber diskutieren und ggf. weitere Zusätze einbringen. Nach der dritten Lesung wird darüber abgestimmt, ob der Entwurf vertieft behandelt werden soll („passing the bill to be engrossed“).
Der Entwurf muss dann weitere drei Lesungen und eine "vertiefte Diskussion" in der jeweils anderen Kammer durchlaufen – ein bisher im Senat diskutierter Entwurf erhält also die gleiche Prozedur noch einmal im Repräsentantenhaus und umgekehrt. Wird auch dieser Schritt erfolgreich abgeschlossen, wird der Entwurf an die Legislative Engrossing Division weitergeleitet, wo es unter Beachtung der Statuten des Commonwealth auf besonderem Pergament niedergeschrieben wird. Wurden jedoch von der zweiten Kammer Zusätze hinzugefügt, geht der Entwurf an die erste zurück, die über den Zusatz abstimmt. Wird dieser abgelehnt, kann ein Sonderausschuss gebildet werden, der aus jeweils drei Mitgliedern der beiden Kammern besteht und beide politischen Parteien repräsentiert. Dieser erarbeitet dann einen Kompromissvorschlag, der anschließend beiden Kammern zur Abstimmung vorgelegt wird.
Der finale Schritt besteht in einer Abstimmung über das Erlassen des Gesetzes, die zuerst im Repräsentantenhaus und anschließend im Senat durchgeführt wird. Nach dem Erlass wird das Schriftstück an den Gouverneur von Massachusetts weitergeleitet, mit dessen Unterzeichnung das Gesetz Gültigkeit erlangt. Die Unterschrift ist während der jährlichen Gesetzgebungsverfahren de facto jedoch nicht erforderlich – liegt dem Gouverneur der Entwurf 10 Tage lang vor und unternimmt er nichts, wird das Gesetz auch ohne seine Unterschrift rechtskräftig. Der Gouverneur kann auch sein Veto einlegen oder den Entwurf mit gewünschten Änderungen an die Legislative zurückverweisen. Ein Veto des Gouverneurs kann wiederum durch eine Zweidrittelmehrheit beider Kammern überstimmt werden. Ist die jährliche Sitzungsperiode der Legislative bereits beendet und unterzeichnet der Gouverneur den Entwurf nicht innerhalb von 10 Tagen, ist das Gesetz nicht gültig. Dies wird als pocket veto bezeichnet. Die Frist von zehn Tagen beginnt an dem auf die Vorlage beim Gouverneur folgenden Tag und beinhaltet auch Sonn- und Feiertage, selbst wenn diese auf den zehnten Tag fallen.
Ein vom Gouverneur unterzeichneter Entwurf wird nach 90 Tagen rechtskräftig, sofern nicht ein besonderer Zusatz eine Dringlichkeit vorgibt, der das Gesetz unmittelbar nach Unterzeichnung gültig werden lässt. Ein solcher Zusatz erfordert eine Zweidrittelmehrheit beider Kammern, darüber hinaus kann aber auch der Gouverneur selbst die Dringlichkeit erklären und das Gesetz sofort rechtskräftig werden lassen.